# قرار مجلس الأمن التابع للأمم المتحدة رقم 2066
قرار مجلس الأمن التابع للأمم المتحدة رقم 2066، المتخذ بالإجماع في 17 سبتمبر 2012.

## روابط خارجية
- نص القرار في undocs.org